# Северино, Паола
Паола Северино (итал. Paola Severino; 22 октября 1948, Неаполь) — итальянский юрист, министр юстиции в правительстве Монти (2011—2013).

## Биография
Паола Северино изучала право в римском университете Ла Сапиенца, одновременно посещала Школу специализации в уголовном праве и криминологии при университете (Scuola di Specializzazione in Diritto Penale e Criminologia), в 1971 году окончила его. С 1975 по 1987 год работала на кафедре уголовного права своей alma mater. В 1987 году получила место профессора на кафедре уголовного корпоративного права факультета экономики и коммерции университета Перуджи, в 1995 году стала ординарным профессором кафедры уголовного права того же университета. В 1998 году получила кафедру уголовного права римского Свободного международного университета общественных наук имени Гвидо Карли (LUISS), в 2003 году стала деканом юридического факультета этого университета, в 2006 — проректором университета.
С 1997 по 2001 год Северино была первой в истории женщиной в должности заместителя председателя Совета военных судов Италии (позднее она также стала первой женщиной в должности министра юстиции Италии). Один из наиболее известных в Италии адвокатов по уголовным делам, Северино работала вместе с Джованни Фликом. Она представляла интересы Романо Проди и предпринимателя Чезаре Джеронци в процессе по делу о банкротстве консервной компании Cirio, а также юриста компании Fininvest в процессе Imi-Sir Джованни Акампора (Giovanni Acampora). Среди её клиентов была корпорация Eni и группа крупного предпринимателя Франческо Гаэтано Кальтаджироне. В процессе нацистского преступника Эриха Прибке Северино представляла интересы еврейской общины, защищала бывшего генерального секретаря администрации президента Италии Гаэтано Джифуни в ходе расследования по подозрению в злоупотреблениях при управлении летней резиденцией президента Италии — имением Кастельпорциано. В конце июня 2002 года участвовала во время Фестиваля двух миров в Сполето в инсценировке процесса над убийцей Марата Шарлоттой Корде в качестве её адвоката, в то время как Антонио Ди Пьетро выступал в роли обвинителя.
С 16 ноября 2011 по 28 апреля 2013 года Северино являлась министром юстиции в беспартийном правительстве Монти. Будучи министром, добилась в 2012 году проведения через парламент закона о борьбе с коррупцией, прозванного в прессе по её имени «законом Северино» (Legge Severino) — закон 190, подтверждённый постановлением правительства 235 от 2012 года. К основным положениям закона относится введение для осуждённых ограничения права выставлять свою кандидатуру на выборах. Кроме того, она подвергалась критике, поскольку жила в собственной трёхэтажной вилле стоимостью 10 млн евро неподалёку от древней Аппиевой дороги, но отвергала все обвинения, поскольку обеспечила своё благосостояние адвокатской практикой.
18 апреля 2013 года во втором туре президентских выборов в Италии Паола Северино получила 5 голосов на совместном заседании обеих палат парламента и представителей регионов. 30 января 2015 года во втором туре новых президентских выборов вновь получила поддержку 5 выборщиков из 954, принявших участие в голосовании.
3 октября 2016 года заняла должность ректора Свободного международного университета общественных наук имени Гвидо Карли (LUISS) в Риме.
18 июня 2018 года на церемонии открытия нового здания бизнес-школы университета объявлено о переходе полномочий ректора LUISS к Андреа Пренчипе и назначении Паолы Северино вице-президентом университета.

## Личная жизнь
Паола Северино замужем за Паоло Ди Бенедето (Paolo Di Benedetto), который до 2010 года состоял в Национальной комиссии по делам акционерных обществ и биржи (Consab), имеет единственную дочь Элеонору (она тоже работает адвокатом). Вследствие болезни Северино лишилась правой руки.